# Philautía
El término philautía proviene del vocablo φιλαυτία que en su traducción original viene a significar amor propio. Este concepto tiene su origen en la Antigua Grecia y siempre lo encontramos estrechamente relacionado al concepto de philia o amistad. Han sido varios los autores que han otorgado cierto sentido utilitario o egoísta al concepto de philia, no obstante, no es hasta Aristóteles cuando se usa el término philautia, concepto que madura y se asienta en el Estoicismo Antiguo. Este concepto, aunque no siempre conocido por el nombre philautía, empieza a predominar en la época moderna arrastrando una larga tradición en la filosofía moral de los siglos XVII y XVIII.
Implica la reconciliación con lo que uno es y con la propia existencia. Practicar la filautía supone dejar de lado la autoconmiseración y el sentimiento de ser víctima.

## El concepto dephilíaen relación con laphilautía
La amistad es una de las grandes formas de amar y como tal ha sido objeto de estudio de los grandes filósofos de la Antigüedad. La literatura griega ya ensalza este tipo de relación en la que ni los héroes de Homero pueden llevar a cabo sus hazañas en solitario, ni las relaciones pueden quedar restringidas únicamente a los lazos familiares. Encontramos grandes autores de la filosofía como Sócrates quien afirma que la amistad es el centro de su vida; o como Aristóteles que dedica de manera sistemática gran parte de su teoría ética o moral; Séneca, uno de los grandes pensadores del mundo romano, afirma que nos sentimos empujados a la amistad debido a un impulso natural, casi instintivo. En definitiva, encontramos un largo recorrido sobre diferentes planteamientos del concepto de philia, y en muchos casos, como es en gran medida por Aristóteles y Epicuro, que se acabaron dando definiciones de philia en su sentido más utilitario, por conveniencia de sacar beneficios a costa de dicha amistad. Y es a lo largo de la tradición epicúrea que se concibe la amistad como un acto egoísta en el que el sentido de la philia siempre implica en sentido utilitario, amor por sí mismo. Es decir, la philia como amor por sí mismo se despliega reconociendo algo útil en otro y se apropia de ello para alcanzar una mayor plenitud del hombre.

## En la filosofía antigua

### Platón
El primer momento en que el concepto de philia empieza a teñirse por matices de interés y utilidad aparece de la mano de Platón. En el Lisis la pregunta sobre la amistad queda reducida a la cuestión de quién es el que ama y quién el amado. Esta pregunta se intenta resolver desde la perspectiva de la semejanza, pues Sócrates advierte que la amistad nace entre los semejantes. El problema aparece cuando surge la posibilidad de amistad entre hombres semejantes malos. No puede surgir la amistad entre hombres malos ya que ellos mismos de por sí son inestables, sin embargo, la amistad entre hombres buenos también es imposible debido a que no es provechosa, una amistad entre hombres buenos no es útil para ninguno puesto que no necesitan de nadie para causarle el bien a ellos mismos. 
```
Y ni lo bueno es amigo de lo bueno; ni lo malo, de lo malo; ni lo bueno, de lo malo, si somos consecuentes con lo dicho anteriormente. Nos resta pues – si es que algo es amigo de algo – que los que no es ni bueno ni malo sea amigo de lo bueno o de otra cosa parecida a él mismo. Porque lo que no puede ser es que algo sea amigo de lo malo.
[
1
]
```

En este fragmento se refleja la idea de un tercer género neutral entre lo bueno y lo malo, en palabras de Sócrates se catalogaría como metaxý, es decir, vía intermedia, resaltando además la neutralidad del amor, que no es ni bueno ni malo. Únicamente adquirirá uno de estos valores en función del uso que se haga de él:
```
Lo que no es ni bueno ni malo, por la presencia de lo malo, tiende precisamente al bien.
[
3
]
```

La relación que se mantiene con lo bueno es que en presencia de un mal, los intermedios se ponen en contacto con lo bueno para curarse. Sin embargo esta idea queda puesta en entredicho por Sócrates, ya que el hecho de que desaparezca lo malo no implica que desaparezcan las cosas queridas, por lo tanto, no es del todo exacto decir que se ama algo por la presencia de un mal. Llega a la conclusión Platón de que la amistad surge de un deseo, quien desea algo es amigo de lo que desea:
```
En realidad, ¿no es, como antes decíamos, el deseo la causa de la amistad, y el que desea quiere aquello que desea y cuando lo desea? […]
[
4
]
```

Y posteriormente:
```
Luego el amor, la amistad, el deseo apuntan al parecer, a lo más propio y próximo.
[
5
]
```

Con lo que el amor y la amistad nacen de aquello que es afín.

### Philautiaen la Ética a Nicómaco de Aristóteles
Aristóteles ha sido uno de los autores más destacados en cuanto a cuestiones referentes a la amistad debido a su sistematicidad a la hora de abordarlas. Su discurso acerca de la amistad comienza al final de su tratado sobre las virtudes morales debido a que considera a la amistad la fase última de la vida moral. Aristóteles considera que las principales virtudes son las subordinadas al bien social, y un hombre no puede ser virtuoso si no entabla relaciones sociales.
```
A continuación  correspondería hacer una exposición sobre la amistad puesto que es una virtud o le acompaña la virtud, y, además, es cosa muy necesaria para la vida, pues sin amigos nadie desearía vivir aunque poseyera todos los demás bienes.
[
6
]
```

Así comienza Aristóteles el libro XIII de la Ética a Nicómaco, desde el primer momento deja claro el status, o más bien la importancia que adquiere la amistad en la vida de los hombres. Nadie, aunque poseyera todos los bienes del mundo, elegiría estar falto de amigos. La amistad es imprescindible para consolidar las relaciones ya sea entre familiares, conocidos, e incluso para mantener unida la ciudad-estado. La manera en que la amistad satisface a la virtud es que es un proceso de elección racional y por ello aparece en el libro II como término medio virtuoso. Como virtud la amistad se puede caracterizar en Aristóteles de la siguiente manera:
```
Porque sitúan como amigo (a) al que desea realizar, y realiza, acciones buenas, o que lo parecen, por causa del otro; (b) al que quiere que su amigo exista y viva por su bien […]; otros (c) al que pasa el tiempo con uno y (d) al que elige las mismas cosas; o (e) al que comparte con el amigo el sufrimiento y la alegría.
[
8
]
```

Esto lleva a Aristóteles a una comparación de la amistad y la relación del hombre con uno mismo:
```
Por uno de estos rasgos definen la amistad, pero cada uno de ellos se da en el hombre honrado para consigo mismo […] Porque esta está de acuerdo consigo mismo y desea las mismas cosas en la totalidad de su alma.
[
9
]
```

Aristóteles presenta el problema en el libro IX de la Ética a Nicómaco cuando dice: “Uno se puede también preguntar, si debe uno amarse más a sí mismo o a otro” (EN IX 8 1168 a 26).
Aristóteles mide las diferentes especies sociológicas de la amistad y encuentra tres tipos diferentes, de acuerdo con sus objetos. La primera amistad que destaca es la que se basa en la utilidad y el placer, en el sentido de que se considera a la persona amada un medio para llegar a un fin. Es una amistad de naturaleza interesada. 
```
Los que aman por utilidad o por placer lo hacen por su propio bien o su propio placer; y no por otra persona en tanto que objeto de amistad, sino en tanto que útil o placentero.
[
10
]
```

Por este motivo Aristóteles reconoce que ésta no merece el nombre de amistad, por eso las llama amistades accidentales, puesto que son más instintivas. Son amistades fáciles de romper y por ello no pueden formar parte de las virtudes. Aristóteles explica cómo esta amistad de utilidad se da normalmente entre personas mayores o extranjeros porque se ven más afectados por la necesidad; en cambio, la amistad de placer se da entre jóvenes ya que tienden a las pasiones. Incide, sin embargo, que entre las dos es mucho más verdadera la amistad basada en el placer al ser correspondida por los mismos intereses. Y aunque no son dignas de ser llamadas amistades las llama así debido a que ambas, aunque de manera imperfecta, tienden al Bien. 
El tercer tipo de amistad que sostiene Aristóteles es la amistad perfecta, aquella que une a sujetos de mismas virtudes, o al menos similares:
```
Perfecta, sin embargo, es la amistad de los buenos y semejantes en virtud, pues estos se desean mutuamente el bien por igual, en tanto que buenos; y son buenos por sí mismos. Son amigos sobre todo aquellos que desean el bien de sus amigos por ellos, pues tienen esa condición por sí mismos y no por concurrencia.
[
11
]
```

La virtud tiene como objetivo el bien de uno mismo y el del amigo. La amistad que nace de ésta virtud es una amistad desinteresada y estable, que perdura, puesto que la virtud misma permanece. Su parte más racional se entiende como un exceso y su parte más virtuosa como un término medio. En la perfecta amistad se incluyen los otros dos tipos de amistad, pues implica la plena utilidad y el pleno placer. 
Aunque, como hemos comentado anteriormente, en la Grecia clásica el concepto de amistad exige una relación de igualdad entre sus componentes, máxima que había promulgado Pitágoras con su philótes-isótes, Aristóteles, para no ignorar dicho problema, restablece el principio de igualdad de una manera más razonada y completa. Aristóteles repara en las amistades que él llama “de superioridad” o de “preeminencia” que unen a personas de clases distintas y donde la amistad no debería surgir debido a la desigualdad. 
Asimismo, según Aristóteles, hay momentos en que no queda claro cuán grande e insuperable es la desigualdad, por tanto, se hace imposible que el hombre no cumpla con su naturaleza social. Aristóteles ve posible este tipo de amistad de superioridad alegando que la distancia que hay entre los sujetos que comparten esta relación es proporcional a los sentimientos y los auxilios que se proporcionan. Es decir, si uno puede proporcionar mayor beneficio o favor, el otro le responderá con mayor afecto estableciendo de esta manera un equilibrio entre el placer y la utilidad. Dicho esto, Aristóteles llega a la conclusión de que es posible que esta relación no sea del todo equilibrada ya que “son los benefactores quienes deben amar más a los beneficiados y no al revés”. Aristóteles concluye de tal manera al comprender que el benefactor está reconociendo en otra persona el bien que ha causado su propio poder, lo que es bastante gratificante para uno mismo. El beneficiado, en cambio, únicamente ama por la utilidad de aquello que le es otorgado. No es de extrañar que Aristóteles lo califique como una manera más débil de amar. 
Es posible que a partir de aquí podamos vislumbrar la idea que se extrae a lo largo de su discurso de que “la amistad es una igualdad y semejanza y de virtudes” en la que predominan también el placer y el bien. Concluye, sin embargo, que una relación entre desemejantes es una relación en la que predomina el término medio, en el sentido de que uno busca lo que no posee, estableciendo así un equilibrio y una estabilidad propia de la igualdad entre iguales:
```
Lo que se ajusta al mérito equilibra y salvaguarda la amistad, tal como se ha dicho. Con que es de esta manera como los desiguales deben tener relación: el que recibe beneficios en dinero o virtud debe recompensar devolviendo aquello que puede, a saber, honor; pues la amistad busca lo posible, no lo merecido.
[
13
]
```

Aristóteles lo que hace es analizar detenidamente la relación entre una persona virtuosa consigo mismo. Las características propias de la amistad también se dan en la relación del virtuoso con su yo interno ya que el Nous se encarga de la salud y de la conservación del individuo. 
Aristóteles en el libro IX  (1166a 22) afirma que el amigo es la parte racional ya que establece la armonía entre las 4 partes del alma. 
Según Stern-Gillet la finalidad de la actividad del Nous tiene un efecto directivo sobre las otras partes del alma que, con el tiempo, será la perfección de la virtud “lo cual es coextensivo con la consecución de un sí mismo.”
Así pues, un virtuoso en él mismo, y aquellos que no son virtuosos, no tienen fuerza de voluntad, son imperfectos, pues ellos no actualizan lo propio de los seres humanos, no se consiguen ni a sí mismos ni la virtud. 
Por ello, solamente el virtuoso consigue la armonía entre las distintas partes del alma, y como ya veíamos en la Politeia de Platón, aquellos que se regían por los apetitos significaban la destrucción y el vicio para los individuos. 
Así pues, el virtuoso, según Aristóteles, se compartará con el amigo como consigo mismo. A partir de esta afirmación es donde empieza a generar todo un discurso argumentativo sobre la philautía.
Volviendo al dilema presentado en el libro IX,  sobre a quien se debe amar más, si a uno mismo o al otro, la solución radica en una diferenciación conceptual del término philautia, distinguiendo un uso común y un uso vulgar. Por un lado, denota el comportamiento de los malos, quienes se dejan llevar por sus instintos más primitivos y sus apetitos irracionales, dando a entender que estas personas no virtuosas y que se rigen por sus apetitos solo se aman a sí mismos, puesto que buscan el beneficio continuo de uno mismo. 
Por otra parte, las personas orientadas hacia la nobleza y que se olvidan incluso de lo propio son aquellos virtuosos. Y tras la afirmación de Aristóteles: 
```
“El que se ama a sí mismo es quien lo aprecia al máximo (al espíritu) y lo sirve”
[
15
]
```

Se concluye que los virtuosos son los mejores amigos de sí mismos, quienes se dejan aconsejar por el espíritu para seguir amando lo mejor de sí. 
El virtuoso tiene que realizar muchos esfuerzos para llevar a cabo actos nobles que, por otra parte, siempre implican el refuerzo de la integridad individual. Por ello, Aristóteles siempre mencionaba a Homero, a la patria, a Platón, en definitiva, a la cultura griega, y se encuentra con el conflicto propio de la modernidad: el hecho de juntar acciones desinteresadas con el hecho de tomar partido por sí mismo.
Como ya se ha explicado, el virtuoso nunca actúa en pos de la ganancia, realiza actos nobles porque lo quiere desinteresadamente. Y en este punto es donde Aristóteles empieza a desarrollar su teoría más política, y es que, el que se ama a sí mismo es el mejor ciudadano, un individuo que intentará llevar a cabo el bien tanto para sí como para los demás. Solo cuando uno piensa en sí mismo, puede entrar en conflicto con los intereses particular y comunes, cuando realmente es yo es racional y vive en una moral que nos es común. Así Aristóteles soluciona el conflicto entre intereses particulares y comunes.

### Estoicismo Antiguo
La doctrina estoica se rige por un lógos-razón que guía al hombre a alcanzar su plenitud, por tanto, la preocupación que atañe a los sabios estoicos es actuar de acuerdo a este logos para poder librarse finalmente de las pasiones y alcanzar un estado de apatheia. Es importante tener en cuenta estas consideraciones porque de lo que acabamos de decir se deduce que el sabio estoico busca librarse de las pasiones, lo cual será incompatible con la idea de la amistad como hecho afectivo pasional puesto que ésta perjudica al estado de apatheia. Por eso mismo, el estoicismo antiguo delimita la amistad entre los bienes deseables por sí mismos y entre los bienes que sirven de medio para conseguir otros bienes. Esto quiere decir, que muy al contrario de lo que pensaba Epicuro, la amistad no es un fin último, sino que es un instrumento que nos ayudará a alcanzar la felicidad. Y en relación con lo comentado anteriormente, la amistad desaparecerá cuando el sabio alcance la felicidad-sabiduría porque alcanzar el estatus de sabio incluye alcanzar un estado apatheia, que erradicará todo rastro afectivo.
Introducen el término oikeiosis, o relación de apropiación, que hace referencia a una amistad voluntaria de aquellos que aún están en camino de alcanzar la sabiduría. Ésta es una inclinación natural de todo ser vivo en coger aquello que le es útil y evitar lo perjudicial para su propia autoconservación. Podría decirse que lo que lleva a una persona a relacionarse con los demás es la autoconservación, el amor por uno mismo. 
```
Sin embargo, no hay que olvidar que la doctrina del estoicismo está marcada por un fuerte monismo materialista, y en su base se encuentra el hecho de que todo lo real es homogéneo, por lo tanto ‹‹cualquier otro es reductible al yo que se apropia de él con un acto positivo.›› Es este parecido sustancial lo que da lugar a la 
philia
 en tanto que ‹‹la 
philautia
 (amor a sí mismo) puede alcanzar a la 
philia
 (amistad), que brota en el momento en que el yo, apropiándose de una realidad externa a él, precisamente, 
phile
, querida y propia (y querida precisamente por propia).››
[
18
]
```

En el procedimiento de apertura del amor a sí mismo también encontramos que la amistad estoica se caracteriza por un bien eficiente. Es decir, la philia como amor por sí mismo se despliega reconociendo algo útil en otro y se apropia de ello para alcanzar una mayor plenitud. Realmente lo que interesa del otro, en cuanto que es semejante a uno mismo, es la razón-virtud: 
```
Sin embargo, en este proceso de apropiación no menospreciamos al otro, únicamente buscamos la posibilidad de encontrar en nosotros lo que parece que le hemos quitado al otro. Por lo tanto, la amistad es una apertura de la 
philautia
, pero no tiene porqué desembocar en ella. Cabe recordar que para los estoicos la amistad es un elemento crucial para obtener un fin pero no para expresarlo.
[
19
]
```

Retomando el tema del comienzo acerca de la apatheia y de la afectividad que nos aparta de la meta que busca todo sabio, que es una meta racional, parece que ésta afectividad nos alejaría de dicha meta. Sin embargo, la amistad por apropiación parece surgir de la voluntariedad, excluida de la amistad del sabio.

## En la filosofía moderna
En su Elogio de la locura, Erasmo incluye a la philautía en la corte de Moría, hija de Plutón y responsable de que la especie humana se reproduzca.
Para Kant, en la Crítica de la razón práctica, el egoísmo (solipsismus) puede ser tanto la philautía o indulgencia hacia sí mismos que va por encima de todo, o la arrogancia, la complacencia consigo mismo. La philautía es amor a sí mismo; mientras que la segunda es vanidad. La razón práctica pura, según el filósofo de Königsberg, tolera el amor a sí mismo a condición de que esté de acuerdo con la ley moral (razonable amor a sí mismo). En cambio, combate la vanidad.